# Ledra serrulata
Ledra serrulata är en insektsart som beskrevs av Fabricius 1803. Ledra serrulata ingår i släktet Ledra och familjen dvärgstritar. Inga underarter finns listade i Catalogue of Life.